# 游騎兵3號
游騎兵3號是游騎兵計畫在1962年1月26日發射，用來研究月球的太空船，這艘太空船被設計來在撞擊月球前10分鐘的飛行任務中，將月球表面的圖像傳送回地球，將測震儀的膠囊拋擲在月面，並在飛行途中搜集γ射線的資料、研究月球表面反射的雷達信號，以及繼續測試游騎兵計畫發展的月球與行星際太空船。由於一系列的故障，太空船以35,000公里（22,000英里）的距離錯過了月球。

## 太空船的設計
游騎兵3號是游騎兵模組2設計的第一艘太空船，基本的飛行器是3.1米高和包含在覆蓋著巴爾沙木的撞擊-限制器的月球膠囊，直徑650 mm，單推進劑中繼馬達，推力5080磅（22.6千牛頓）的可點燃火箭，和直徑1.5米鍍金和鉻的六角形基板。一個大型的高增益碟形天線連接在基部，兩個像翼狀的太陽電池板（翼展5.2米），如同早期部署的一樣也連接在基部。電力由包含8,680個太陽電池的太陽能板供應，並為重量11.5 公斤、蓄電量1Kwh的發射和備份的銀鋅電池充電。太空船由固態電腦和一序列由地球-控制的指令系統控制，姿態控制由太陽和地球感測器、陀螺儀和拋射和轉動的噴嘴來控制。太空船上的遙測系統包含兩個960MHz，一個輸出功率是3瓦，另一個是50毫瓦的傳輸器，和高增益天線和全方位天線。白色油漆和鍍金與鉻的板子，和裝置在表面鍍銀塑膠板內的可再發動火箭提供溫度的控制。
實驗的裝置包括：（1）光導攝像管電視攝影機，使用一種掃描機制，每10秒鐘就能完成一幅完整的圖像；（2）裝在1.8米長懸臂上的γ射線光譜儀；（3）雷達測高儀；和（4）以粗糙的登陸方式在月球表面上使用的測震儀。測震儀（代號為"Tonto"）是與放大器一起包裝在月球膠囊內，一個50毫瓦的傳送器，電壓控制、旋轉天線和6顆銀-鎘電池，可以讓月球膠囊的傳送器持續運作30天，所有的設計都能承受130至160公里（80至100英里）的時速。雷達測高儀使用反射波來測量，但也被設計成和膠囊分離時和火箭再點燃時被啟動。

## 任務
任務被設計成以阿特拉斯/愛琴娜火箭朝向月球推進，可以在中途進行校正，並撞擊在月球的表面。在適當的高度上膠囊會分離和點燃逆向火箭以降低登月時的撞擊。一個導引系統中的助推器故障，使得太空船的速度太快。一個反向指令造成太空船的方向錯誤，使TM天線失去與地球的聯繫，造成中途的修正變得不可能。最後，當電視攝影機在傳送電視畫面時，一個錯誤的訊號制止了有用的電視畫面。游騎兵3號在1月28日以36,800 公里的距離錯過了月球，目前仍在環繞太陽的軌道上運行，從飛行中獲得一些有用的飛行資料。
這是美國首度嘗試完成月球表面的撞擊。模組2的游騎兵太空船攜帶的電視攝影機使用光學望遠鏡，在下降至月球上空24公里之前就可以傳送月球表面的影像。主要的母船攜帶著42.6公斤重的儀器膠囊，會在21.4公里的高度上和母船分離，然後獨立的撞擊月球表面。被巴爾沙木外套保護著的膠囊，在月球表面上靜止前會彈跳數次。攜帶的主要儀器是測震儀，但是因為阿特拉斯的導引系統故障（由於電晶體的故障），使探測器進入月球轉移軌道的速度過高。一系列不正確的後續程序，導致太空船比預期的提早了14小時抵達，而在1月28日以36,793公里的距離掠過了月球。中央電腦與程序上連續的失誤，使這艘太空船未能送回電視畫面。但是，這艘太空船首度提供給科學家行星際γ射線流量的資料。最後，游騎兵3號進入了日心軌道，且目前在繞行中。

## 大眾文化
在1978至1981年間，英國NBC的一系列科學小說25世紀的巴克·羅傑，在每集開始前的敘述中都表示巴克·羅傑是游騎兵3號的飛行員，是NASA在1987年發射進入深太空的最後一艘太空船。而劇中的游騎兵3號看起來像是美國太空梭的一個版本，但並沒有進行實際的探測。它在一個意外中進入了一個更遙遠深邃的軌道，使得在冷凍中的巴克和游騎兵3號回到了500年後的地球。

## 外部連結
- 撞擊月球：游騎兵計畫的歷史 (PDF) 1977年 （页面存档备份，存于）(英文)